# 1901 en Australie
Chronologie de l'Australie
- 1897
- 1898
- 1899
- 1900
- 1901
- 1902
- 1903
- 1904
- 1905

Cette page concerne les évènements survenus en 1901 en Australie  :

## Évènement
- 1er janvier : 
  - Entrée en vigueur de la Fédération de l'Australie
  - Entrée en fonction du gouvernement Barton.
- 29 mars : Élections fédérales
- 2 juin : Meurtre de Fanny Hardwick (en)

## Littérature
- The Devastators (en) d'Ada Cambridge
- Ma brillante carrière (en) de Miles Franklin

## Sport
- Saison 1901-1902 de l'équipe anglaise de cricket en Australie (en)
- Saison 1901 de la Metropolitan Rugby Union (en) (rugby à XV)

### Création de club
- Cananore Football Club (en)
- East Devonport Football Club (en)
- Kangarilla Football Club (en)
- Sturt Football Club (en)

## Cinéma
- Inauguration of the Commonwealth (en)
- Royal Visit To Open The First Commonwealth Parliament (en)

## Naissance
- Gordon Coventry (en), joueur de football australien.
- Tom Gorman (en), joueur de rugby à XIII.
- Kenneth Slessor, poète.

## Décès
- James Dickson, personnalité politique.
- Edward John Eyre, administrateur colonial anglais.
- Alexander Forrest (en), explorateur.
- William Henry Groom (en), propriétaire de journaux et personnalité politique.